# Rödingträsket (Tärna socken, Lappland, 726797-151666)
Rödingträsket är en sjö i Storumans kommun i Lappland och ingår i Umeälvens huvudavrinningsområde. Sjön har en area på 0,303 kvadratkilometer och ligger 451,4 meter över havet.

## Delavrinningsområde
Rödingträsket ingår i det delavrinningsområde (726825-151704) som SMHI kallar för Ovan Märsabäcken. Medelhöjden är 544 meter över havet och ytan är 20,18 kvadratkilometer. Räknas de 32 avrinningsområdena uppströms in blir den ackumulerade arean 408,26 kvadratkilometer. Kirjesån som avvattnar avrinningsområdet har biflödesordning 2, vilket innebär att vattnet flödar genom totalt 2 vattendrag innan det når havet efter 322 kilometer. Avrinningsområdet består mestadels av skog (72 procent) och sankmarker (23 procent). Avrinningsområdet har 0,83 kvadratkilometer vattenytor vilket ger det en sjöprocent på 4,1 procent.